# Cresera annulata
Cresera annulata är en fjärilsart som beskrevs av William Schaus 1894. Cresera annulata ingår i släktet Cresera och familjen björnspinnare. Inga underarter finns listade i Catalogue of Life.

## Bildgalleri

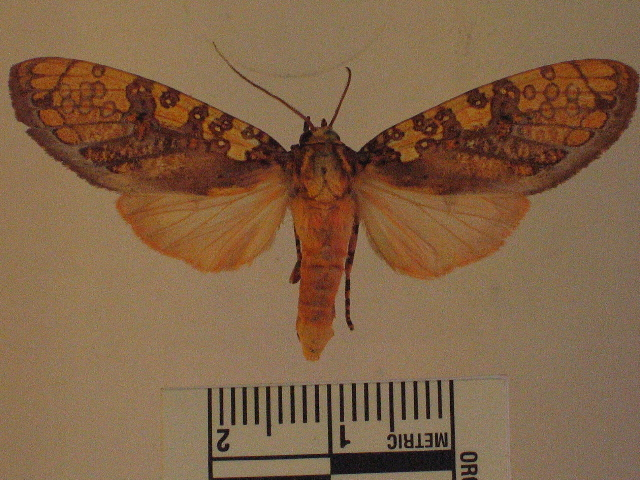
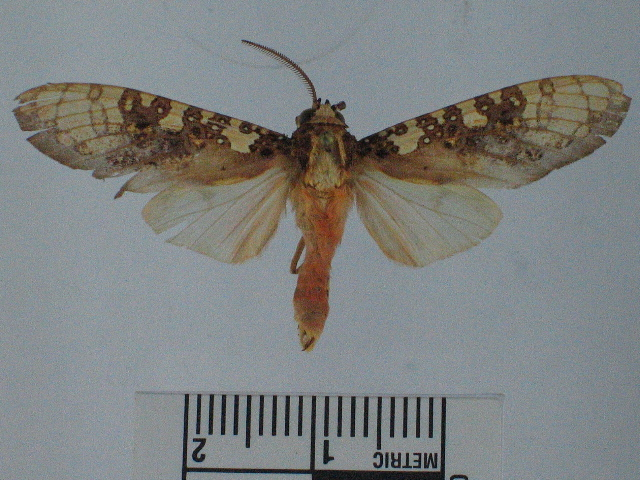
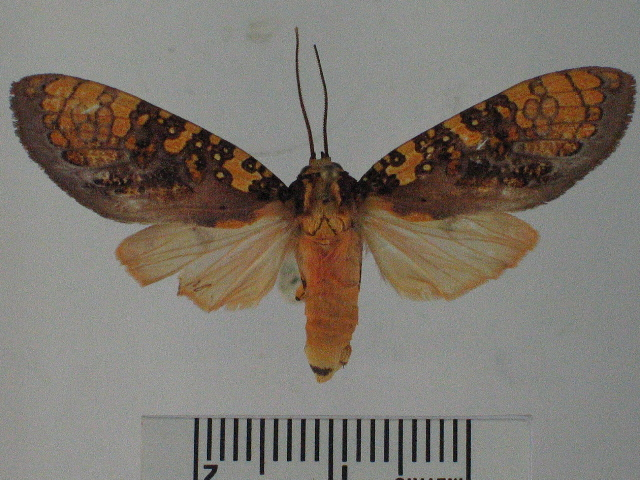